# Juan de Bas-Serra
Juan apodado Chiano fue juez de Arborea desde 1297 hasta su muerte en 1304.

## Biografía
Era hijo y el sucesor de Mariano II de Arborea y gobernó inicialmente bajo la regencia de Tosorato degli Uberti, un caballeroso pisano. Tras la depuesta de Nino Visconti en 1288 como juez de Gallura, Juan y su Arborea constituyeron el último vestigio de un estado sardo independiente no extranjero.
Rápidamente tras su sucesión, el papa Bonifacio VIII, ignorando totalmente los estatutos presentes en la isla, proclamó Cerdeña como reino: el supuesto Regnum Sardiniae et Corsicae e invistió como tal al rey Jaime II de Aragón a cambio de su renuncia a Sicilia. Desde aquel momento los soberanos de Aragón iniciaron los preparativos para la conquista de Cerdeña.
Asimismo, Juan de Arborea inició a prepararse para resistir a la temida invasión. En 1300 cedió (o vendió) a la república de Pisa el tercio del juzgado de Cagliari que anteriormente había estado anexo al de Arborea. Además cedió los derechos sobre la minería de plata y su parte del dominio del juzgado. Esta última acción, la alienación de tierras dominadas, provocó la revuelta del pueblo (bannus consensus) que llegó a asesinarlo brutalmente y a mutilar su cuerpo.
Juan se había casado en 1287 con Giacomina (muerta en 1329), hija del célebre Ugolino della Gherardesca, aunque antes ya hubiese tenido dos hijos ilegítimos de Vera Cappai de Villasalto: Andreotto y Mariano. Fueron estos últimos quienes le sucedieron en el trono del juzgado. Con su mujer Juan tuvo también una hija legítima, Juana, muerta en 1308.
| Predecesor: Mariano II de Arborea | Juez de Arborea 1297-1304 | Sucesor: Andreotto de Arborea |

- Datos: Q2437288
- Multimedia: John I of Arborea / Q2437288